# 唄 (BUCK-TICKの曲)
「唄」（うた）は、日本のロックバンド、BUCK-TICKの8枚目のシングルである。1995年3月24日発売。発売元はビクターエンタテインメント。

## 概要
- 元々は「唄」が「叫び」、カップリング曲の「君へ」が「吠える狼」というタイトルであったが、前アルバムとの類似性を問われ、曲名を「唄」、「君へ」に変更した。
- シングル版のPVではメンバーが日本国外の有名ミュージシャンのコスプレをして演奏している。
  - 櫻井敦司 - マリリン・モンロー[要検証 – ノート]
  - 今井寿 - カート・コバーン
  - 星野英彦 - レニー・クラヴィッツ
  - 樋口豊 - ニッキー・シックス
  - ヤガミトール - リンゴ・スター
- アルバム版のPV(アルバム『Six/Nine』のビデオコンサート向けに制作されたPVのうち一曲。VHS・DVD『PICTURE PRODUCT』に収録)は全編白黒で構成されている。この映像の一部は前述のシングル版のPVにも断片的にだが挿入されている。

## 収録曲
1. 唄 (4:01)
  - 作詞：櫻井敦司、作曲：今井寿、編曲：BUCK-TICK
2. 君へ (4:29) 
  - 作詞：櫻井敦司、作曲：星野英彦、編曲：BUCK-TICK

## 収録アルバム
- 『Six/Nine』(#1)（シングル盤とは異なるアルバム・ミックス）
- 『CATALOGUE 1987-1995』(#1)
- 『BT』(#1・2)
- 『ONE LIFE, ONE DEATH CUT UP』(#1)
- 『CATALOGUE 2005』(#1)（アルバム『Six/Nine』収録バージョン）
- 『CATALOGUE VICTOR→MERCURY 87-99』(#1)
- 『CATALOGUE THE BEST 35th anniv. 』(#1)